# Yahyalı-Teppich
Yahyalı-Teppiche stammen aus der Ortschaft Yahyalı in Zentralanatolien (Türkei) zwischen Niğde und Kayseri im Erosionsbecken von Kappadokien. 
Die Teppiche haben oft die Maße von 180 × 110 cm, bei 160.000 Knoten/m². Die Kett-, Schuss- und Knüpffäden bestehen aus reiner Schafwolle, gefärbt in Pflanzen- oder Mineralfarben. Ab Mitte des 20. Jahrhunderts werden auch synthetische Farben verwendet. Die Farbrezepturen wurden als ein Geheimnis gehütet und nur in der Familie von Generation zu Generation weitergegeben.
Ein Yahyalı-Teppich ist leicht an seinen drei Hauptfarben zu erkennen: rot aus der Krappwurzel, blau aus der Färberwaidpflanze sowie abgestufte Brauntöne aus den getrockneten Schalen der Walnuss. Typisches Kennzeichen für den Yahyalı ist sein rotes Mittelfeld in Form eines Hexagons, in dem oftmals eine mehrfach konturierte, getreppte Stangenraute zentriert ist. Das Zentrum dieses Feldes bildet ein Gül / Göl als Familienzeichen, umrahmt von einem kufi-ähnlichen Konturband, in dessen Mittelpunkt eine Variante des Yün-Chien-Motivs als ein Zeichen der vier Weltrichtungen gedeutet werden kann. In den gegenständigen Giebeln des roten Feldes sind oft stilisierte Blüten eingeknüpft, die, verbunden mit Linien in Dreiecksform und in paralleler Symmetrie, Blumenstängel darstellen sollen. In den kobaltblauen Zwickeln sind wie in der braungrundigen Hauptbordüre abstrakt gestaltete Vogelköpfe gegenständig angeordnet.
In einer oder zwei schmaleren Nebenborten umrahmen kleine stilisierte Blüten die breitere Hauptborte. In der zweiten Hälfte des 20. Jahrhunderts wurden diese Yahyalı-Teppiche in großer Stückzahl für den Export gefertigt. Sie verschafften den Menschen dort ein wenn auch meist nur bescheidenes Einkommen. 
Über 100 Jahre alte Yahyalıs sind sehr selten und oft in schlechtem Zustand.